# ABDA司令部

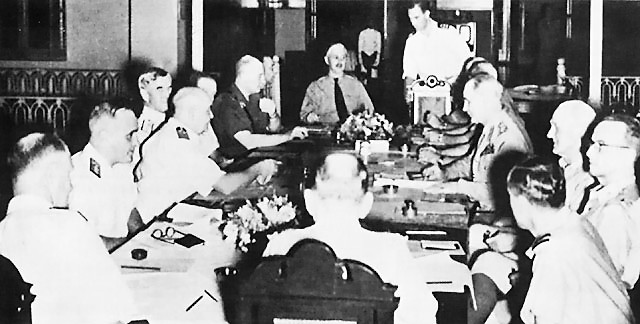
ABDA司令部のアーチボルド・ウェーヴェル総司令官以下の初会議。列席者は左からレイトン、コンラッド・ヘルフリッヒ（蘭海軍）、トーマス・C・ハート（米海軍）、ハイン・テル・ポールテン（蘭陸軍）、ケンゲン、ウェーヴェル、ジョージ・ブレット（米陸空軍）、ルイス・ブレリートン（米陸空軍）らが居る。

ABDA司令部（ABDAしれいぶ, American-British-Dutch-Australian Command, Australian-British-Dutch-American Command, ABDACOM）あるいは米英蘭豪司令部（べいえいらんごうしれいぶ）とは、第二次世界大戦の太平洋戦争初期において、アメリカ合衆国（America）・イギリス（British）・オランダ（Dutch）・オーストラリア（Australia）が東南アジアでの対日本軍事作戦指揮のため設置した多国籍コマンド。

## 概要
ABDA司令部（ABDAしれいぶ、ABDACOM）は、太平洋戦争初期のアルカディア会談で設置が決まった多国籍軍で、日本軍の南方作戦から西太平洋地域を防衛するために設立された。ABDA司令部の最高司令官はイギリス陸軍のウェーヴェル大将であった。
連合国にとって、極東防衛の要はイギリス軍とシンガポール海軍基地であった。ところが太平洋戦争開戦直後の比島攻略戦でアメリカ極東空軍が日本軍により壊滅し、マレー沖海戦でイギリス東洋艦隊の主力部隊を失い、想定が崩れる。アルカディア会談でABDA司令部の設置を決定したものの、アジア方面には最初から日本海軍に対抗できる戦力がなかったし、ABDA部隊の役割が「時間稼ぎ」に過ぎないことを最高指導者たちは理解していた。さらに各国の戦略も統一できず、日本軍の南方作戦（マレー作戦、蘭印作戦）を阻止できなかった。
1942年1月5日にABDA総司令官が任命され、間もなくジャワ島で作戦を開始したものの、連合参謀本部の下令により2月25日をもって解消した。残存部隊は蘭印を防衛するためオランダ軍を中核として最後の抵抗をみせたが、ABDA艦隊（ドールマン提督）はスラバヤ沖海戦で壊滅し、陸軍部隊もジャワ島攻防戦で降伏した。

## 沿革

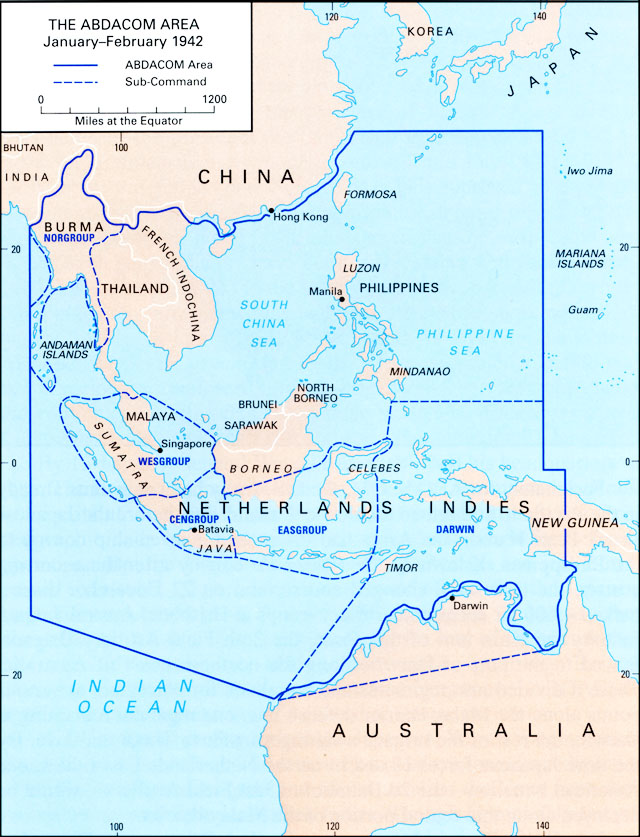
ABDA司令部の担当戦域

第一次世界大戦の日独戦争により極東からドイツ帝国とその海軍（ドイツ東洋艦隊）が一掃され、膠州湾租借地（青島市）も日本軍が占領したが、対華21カ条要求はイギリスやアメリカに警戒感を抱かせた。世界大戦終結後、イギリスの仮想敵国は大日本帝国となる。パリ講和会議が開かれる前、ジェリコー第一海軍卿はオーストラリアとニュージーランドを訪問し、戦艦15隻から成る植民地太平洋艦隊の創設を訴え、その根拠地はオーストラリア大陸東海岸ポート・ジャクソン湾のシドニーを想定した。しかし疲弊した各国や海軍本部の賛同を得られず、しかもワシントン海軍軍縮条約でイギリス海軍の艦艇保有数が大幅に制限されて不可能になった。海軍本部は「極東有事になれば本国艦隊の全艦艇をアジアに回航させればよい。」と考えており、駐支派遣艦隊は巡洋艦数隻だけだった。そしてヨーロッパとアジアで同時に有事が発生した場合について、イギリス海軍は図上演習で常に無視した。
1937年中盤に日中戦争が始まって極東情勢が不穏になる。アジア方面のイギリス連邦各国（オーストラリア政府、ニュージーランド政府）は不安にかられたが「有事の際は本国艦隊をアジアに回航する」というイギリス政府の約束を信じ、首相や防衛大臣は各国議会で楽天的な演説を重ねた。1939年9月に第二次世界大戦が始まったときもアジアは平穏だったが、1940年5月のフランス敗北と6月のヴィシー政権樹立によりフランスが事実上脱落、フランス領インドシナに日本軍が侵攻してパワーバランスが変化した（仏印進駐）。
1941年1月、アメリカとイギリスとカナダは米英参謀会談（コードネーム：ABC-1）を開催して、日本の軍事行動について対応を協議した。3月から4月にかけて、イギリス、英連邦自治領、アメリカ合衆国、蘭印の代表がシンガポールに集まり、やはり日本の軍事行動と対応策を検討した。フィリピンが攻められた場合、アメリカ合衆国アジア艦隊（重巡ヒューストン、軽巡マーブルヘッド、駆逐艦十数隻、潜水艦二十数隻）とオランダ海軍の蘭印部隊がシンガポールに集合して「マレー防壁」を防衛し、イギリスは主力艦をふくむ東洋艦隊を投入する計画が承認された。
太平洋戦争の開戦前、アメリカ軍・イギリス軍・オランダ軍・オーストラリア軍のABDA四か国及びニュージーランド軍の士官らは、日本軍を仮想敵とした統一戦略を秘密裏に協議していたが、アメリカのフランクリン・ルーズベルト政権が事前に戦略的義務を負うことを避けたため、具体的な統合防衛戦略の合意には至っていなかった。イギリスは独自のシンガポール防衛計画を練っており、その要はイギリス東洋艦隊であった。いままで巡洋艦のみだった英国支那方面艦隊（統合発展して“イギリス東洋艦隊”と命名）に主力艦3隻（新鋭戦艦1、巡洋戦艦1、装甲空母1）が増強されたが、新鋭空母「インドミタブル」は訓練中に座礁して修理が必要になった。
イギリス極東軍司令部（ロバート・ブルック＝ポッパム空軍大将）と隷下のマレー司令部（パーシバル将軍）が準備していたのがマタドール作戦だったが、実施直前に日本軍がタイ進駐とビルマ侵攻を開始した。
ウィンストン・チャーチル英首相はランカスター公領尚書のダフ・クーパーを現地駐在国務相に昇進させ、クーパーは極東方面戦争対策会議の議長を務めた。だがポッファム空軍大将（極東軍最高司令官）とシェントン・トーマスシンガポール総督と対立してしまった。
1941年12月、日本軍は南方作戦においてマレー半島を南下してシンガポール～スマトラ島～ジャワ島を目指す馬来作戦と、フィリピン攻略（比島作戦）およびボルネオ島やスラウェシ島を経由してジャワ島を目指す蘭印作戦を発動した。日本海軍の南遣艦隊（小沢治三郎提督）と日本陸軍の第25軍が馬来作戦を、海軍の第三艦隊（高橋伊望提督）と第14軍および第48師団が比島作戦と蘭印作戦を、第二艦隊（近藤信竹提督）が作戦全般支援を担当した。
12月4日の時点で東洋艦隊司令長官トーマス・フィリップス大将は米国アジア艦隊長官トーマス・C・ハート提督とマニラで作戦会議中で、日本軍輸送船団発見の報告をうけてシンガポールに戻り、12月8日に東洋艦隊主力部隊（Z部隊）を率いて出撃する。だがマレー沖海戦で戦艦「プリンス・オブ・ウェールズ」と巡洋戦艦「レパルス」が撃沈され、フィリップス提督も戦死した。東洋艦隊（新任司令長官レイトン提督、参謀長パーサー少将）の巡洋艦と駆逐艦はシンガポールにむかう連合国増援部隊の護衛に走り回り、日本軍輸送船団を攻撃するのはコンラッド・ヘルフリッヒ提督が率いる蘭印オランダ海軍の潜水艦部隊だけになった。
1941年12月中旬、イギリス極東方面軍総司令官はブルック＝ポーハム（ポッファム）空軍大将からヘンリー・ポーナル（パウナル）陸軍中将に交代した。
同月22日からワシントンD.C.においてアルカディア会談が開かれ、アメリカ（代表：フランクリン・ルーズベルト大統領）とイギリス（代表：チャーチル首相）はドイツ優先の方針を確認すると同時に、日本軍の南方作戦に対抗するための連合軍統一司令部の設置で合意した。同会談の中でアメリカ陸軍参謀総長のジョージ・マーシャルが東南アジア防衛のための統合戦域司令部の設置を正式に提案し、抵抗の末にイギリスも同意した。重要な決定はアメリカとイギリスの間で行うものとされたが、オランダとオーストラリアは不満を持った。
ABDA司令部の総司令官には、マーシャル米陸軍参謀長の推薦により、イギリス人でインド駐留軍司令官のアーチボルド・ウェーヴェル陸軍大将が任命された。副司令官にはアメリカ陸軍航空軍のジョージ・ブレッド将軍が任命された。この南西太平洋方面連合最高司令部の設置はアメリカが主導権をもっており、「敗戦の責任をとりたくないので、アメリカ人以外を最高責任者に据えた。」という見解もある。
実際、アーネスト・キング合衆国艦隊司令長官はニミッツ提督（太平洋艦隊長官）に「第一優先事項：アメリカ大陸～ハワイ諸島～ミッドウェー島の補給線を確保せよ（ハワイの維持）」「第二優先事項：アメリカ大陸～サモア諸島やニューカレドニアを確保する（オーストラリアの維持）」を命令しており、アジア方面は二の次であった。彼等はアジアの連合国軍が崩壊して日本軍が同方面を全て占領することを計算にいれており、ABDA部隊は「全滅するまでに、少しでも日本軍の進撃速度を遅らせる」ことを期待されていた。
イギリス軍とアメリカ軍を指揮することになったウェーヴェル最高司令官は「赤ん坊を引き取る羽目になった男の話は聞いたことがあるが、これは双子なんだからね」と躊躇したが、チャーチル首相の説得に応じて任務を引き受けた。1942年1月7日、ウェーヴェル総司令官はシンガポールに到着した。ダフ・クーパーやパーシバル陸軍中将と会談する。ウェーヴェルは英国極東方面軍を指揮下に入れ、ポーナム将軍をABDA司令部参謀長に任命した。1月10日、ウェーヴェル大将はジャワ島に到着する。ABDA司令部はオランダ領東インドの中心である西ジャワ州バンドンに置かれた。アルカディア会議の段階では総司令官の権限に「海上、陸上、空中」全軍の指揮が含まれていたが、実態はABDA戦域内のABDA四か国軍の戦略的作戦行動の調整にとどまった。
ABDA海軍部隊 (ABDAFLOAT) の司令官にはアメリカ海軍のトーマス・C・ハート提督（アジア艦隊司令長官）が就任し、副司令官にアーサー・パリサー少将が任命された。その隷下にオランダ海軍のカレル・ドールマン少将を指揮官とするABDA艦隊（ABDA攻撃部隊）を編成した。
ABDA陸軍部隊の司令官には、王立オランダ領東インド陸軍総司令官のハイン・テル・ポールテン中将、副司令官にイギリス軍のプレイファー少将が任命された。
ABDA空軍部隊の司令官には、イギリス空軍のリチャード・ピアース元帥、副司令官にアメリカ軍のルイス・ブレリートン少将が任命された。
ABDA司令部の担任範囲は、西はビルマから、東はオーストラリア北部に及んだ。1942年2月25日に正式に解散し、その後はオランダ領東インドなどの防衛に努めた。
次のような戦いに参加した。
- ジャワ沖海戦
- バリ島沖海戦

なお、以下の戦闘はABDA司令部の解散後に、東南アジア地域の連合国軍が共同作戦を行ったものである。
- スラバヤ沖海戦
- バタビア沖海戦
- ジャワ島の戦い

## 作戦経過

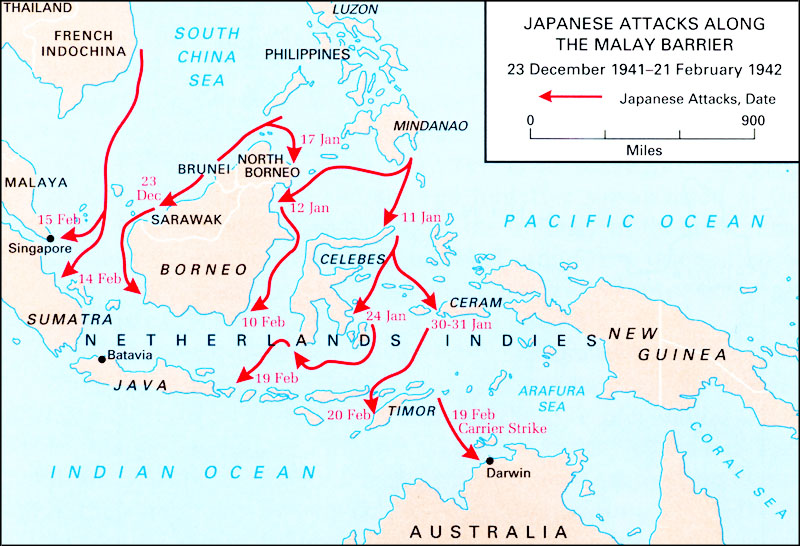
ABDA戦域への日本軍の侵攻経過

ABDA司令部の基本戦略は、マレー半島（シンガポール）を中心としてスマトラ島からジャワ島（オランダ領東インドの最南端）に連なる防衛線「マレー防壁、Malay Barrier もしくは East Indies Barrier 」を保持しようとするものであった。ABDA司令部正式発足前の1942年1月3日段階では、アルカディア会談により総司令官に内定したウェーヴェル大将に対して、重要地点を保持するのみならず、なるべく早く攻勢に出るよう指示が与えられていた。シンガポールにはイギリス極東軍司令部（ポーナム将軍）が存在し、このままではABDA司令部と二重構造になるため、ウェーベル将軍はシンガポールに飛んで打ち合わせをおこなう。最初にダフ・クーパーと会談し、続いてマラヤ司令部のパーシバル陸軍中将と共にシンガポール防衛施設の状況を視察、その無為無策な状況に慄然とする。ABDA司令部は英極東軍司令部を吸収する形となった（総司令官ヴェーヴェル大将、副総司令官ブレッド中将、参謀長ポーナル中将）。1月10日にジャワ島バタヴィアに到着、中部ジャワ州レンバンにおいて司令部を開設した。ABDA陸軍部隊のポールテン将軍もレンバンに司令部を置いた。
この間にもシンガポールは追い詰められつつあり、マレー半島配備の連合国航空部隊は蘭印方面へ移動を始めていた。またシンガポールを拠点にしていたイギリス東洋艦隊（レイトン提督）は、護送部隊司令部をジャワ島西部のバタヴィアに置いた。悪化する戦況にも拘らず、ABDA司令部の最高指揮官たちはシンガポールは防衛可能と判断し、非常に楽観的だったという。なお1月中の連合国艦艇は船団護衛任務が主任務で、日本軍輸送船団の迎撃に成功したのはバリクパパン沖海戦のみであった。
連合国海軍部隊最高司令官に任命されたアメリカ人のハート提督（米国アジア艦隊長官）は、潜水艦でフィリピンからジャワ島に脱出していた。ハート提督は海軍部隊副司令官にパリサー少将（当時、バタビア駐在英国海軍先任武官）を任命したので、オーストラリア海軍軍人のコリンズ提督がパリサー本来の任務をひきついだ。シンガポール増援輸送が完了すると、多国籍艦艇を再編成してABDA攻撃部隊が発足し、オランダ海軍将校のカレル・ドールマン提督が海上指揮官に任命された。
この時期、日本軍は東南アジア方面の制空権を掌握し、ABDA部隊の動向を掴んでいた。山口多聞少将の第二航空戦隊（蒼龍、飛龍）に支援された日本軍がモルッカ諸島アンボン島に駐留する王立オランダ領東インド陸軍を攻撃し、占領した。勢いに乗る日本軍はスラウェシ島ケンダリを占領し、二航戦は東ジャワ州の主要港（スラバヤ、タンジョンプリオク）を空襲、オランダ領東インド空軍に大打撃を与えた。
対峙するABDA部隊の方は制空権を失ったので、多方向からジャワ島を目指す日本軍の作戦全貌がわからず、振り回されることも多かった。ボルネオ島東部バリクパパン方面の日本軍を攻撃するため、バリクパパン沖海戦の再現を狙ってABDA部隊（軽巡デ・ロイテル、重巡ヒューストン、軽巡マーブルヘッド、駆逐艦部隊）が出撃したが、ジャワ海で日本海軍基地航空部隊（九六陸攻、一式陸攻）に攻撃されマーブルヘッド (USS Marblehead, CL-12) が大破した。
2月15日、極東防衛と大英帝国の要石だったシンガポールが陥落した。同日、スマトラ島パレンバンに空挺部隊を投入した日本軍（バリクパパン攻防戦）に対処するためABDA攻撃部隊（ABDA艦隊）は多国籍艦隊を率いて出撃、日本軍西部攻略部隊（馬来部隊）の攻撃にむかった。だがガスパル海峡で日本海軍の基地航空部隊と軽空母龍驤（第四航空戦隊、角田覚治少将）の空襲で撃退された。
ABDA艦隊が敗退した頃、ウェーヴェル総司令官はチャーチル英首相に「制空権がない現状ではジャワ島の防衛は難しい。」と報告した。ハート大将はアメリカに帰国し、オランダ海軍のコンラッド・ヘルフリッヒ中将が後任の連合国海軍部隊司令官になった。アメリカ海軍の先任将校はグラスフォード少将になる。日本軍がバリ島に上陸中との情報によりガスパル海峡から敗退してきたABDA部隊は急遽出動したが、バリ島沖海戦で撃退された。
日本軍は、連合国軍がオーストラリア～ジャワ島の航空機輸送において中継地点だったティモール島を攻略して占領し、続いてオーストラリアを直接攻撃する。2月19日、南雲機動部隊が北部豪州のダーウィンを空襲した。ジャワ海方面で南雲機動部隊が活動を開始したため、連合国はオーストラリアからバンダ海とフローレス海を経由して蘭印に増援部隊を送ることが難しくなった。この頃になると、燃料不足と弾薬不足も深刻な問題になっていた。
同年2月21日、ABDA司令部はビルマの担当をインド駐留軍に譲った。この日、ウェーヴェル総司令官は「ABDA地域の防衛は崩壊し、もはや役に立たないABDA司令部を廃止すべきである。」とチャーチル英首相に進言した。連合参謀本部はこれ以上の戦力消耗は無意味であると判断し、1942年2月25日にABDA司令部を正式に解散した。総司令官であったウェーヴェル大将は蘭印を去って元のインド駐留軍司令官に復帰する。そしてインドへ転任してビルマの戦いを指揮することになった。同様に、ABDA部隊を構成していた各国陸軍と空軍はビルマかオーストラリアに撤退する。オランダ領東インド周辺の指揮は、オランダ軍に委ねられた。ヨーロッパの本国は既にドイツに敗北して占領されており、いまやオランダ亡命政府に残された主要領土はオランダ領東インドになっていたからである。
オランダ人の決意は固かったが日本軍の戦力は圧倒的で、ジャワ島の東部と西部に同時上陸を敢行するため、二つの大輸送船団を編成して南下しつつあった。西部ジャワ攻略を狙うのが第16軍主力（軍司令官今村均陸軍中将、第2師団）、東部ジャワ攻略部隊が第16軍隷下の第48師団である。さらに日本海軍の重巡部隊と南雲機動部隊がジャワ島南方のインド洋に進出し、連合国増援部隊に対する警戒と、脱出艦艇の阻止を図る。ヘルフリッヒ司令官の命令によりP-40戦闘機を満載してチラチャップにむかっていた水上機母艦ラングレー (USS Langley, AV-3) も、一式陸攻部隊（高雄海軍航空隊）に撃沈されて積荷の戦闘機は海没した。
蘭印防衛の最後の尽力はスラバヤ沖海戦で打ち砕かれ、オランダ海軍は主力艦艇とドールマン提督を失った。ABDA海軍部隊司令官（ヘルフリッヒ中将）は多国籍軍の部下達から「ジャワを救う望みはなく、各艦はそれぞれの祖国から引き揚げ命令を受けている。」と伝えられる。ヘルフリッヒ司令官は「ABDA艦隊は残余の艦艇で抵抗を続けるべきだ」と要求したが、イギリス将校達の反発により、脱出を認めた。
3月1日、ヘルフリッヒ中将はジャワ島南部チラチャップ所在の艦船に脱出するよう命じたが、日本海軍の掃討作戦で撃滅される部隊や艦艇も少なからず存在した。
ジャワ島の東西に上陸した日本陸軍は順調に進撃をつづけ、3月9日に全島を占領する（ジャワ島攻防戦）。ABDA陸軍部隊総司令官だったポールテン将軍も降伏した。ジャワ島方面以外でも、日本軍はスマトラ島、アンダマン諸島占領、クリスマス島占領など、順調に占領地域を広げていった（日本占領時期のインドネシア）。
連合国はABDA司令部の代わりになるものを創設せねばならなかった。南西太平洋戦域（フィリピン、蘭印、ボルネオ島、ニューギニア島、ビスマルク諸島、ソロモン諸島西部）は南西太平洋方面軍の担当になり、フィリピンのコレヒドール要塞から脱出したアメリカ極東陸軍のダグラス・マッカーサー将軍が、南西方面太平洋方面軍最高指揮官となった。ニミッツ提督（太平洋艦隊司令長官）は太平洋地域総司令官に任命される。これは北太平洋と中部太平洋および東太平洋諸島の一部がアメリカ海軍の、南西太平洋地域がマッカーサー将軍の作戦担当になったことを意味した。
なお珊瑚海方面 (ANZAC Area) を担当するため1942年2月上旬に新編されたANZAC部隊（司令官ハーバート・F・リーリィ中将、ANZAC戦隊司令官はクレース少将）も、南西太平洋方面軍に吸収されている。

## 編制

### アメリカ
- ヒューストン(CA-30)(ノーザンプトン級重巡洋艦)
- マーブルヘッド(CL-12)(オマハ級軽巡洋艦)
- ボイシ(CL-47)(ブルックリン級軽巡洋艦)
- アルデン(DD-211)(クレムソン級駆逐艦)
- バーカー(DD-213)(クレムソン級駆逐艦)
- ジョン・D・エドワーズ(DD-216)(クレムソン級駆逐艦)
- ホイップル(DD-217)(クレムソン級駆逐艦)
- パロット(DD-218)(クレムソン級駆逐艦)
- エドサル(DD-219)(クレムソン級駆逐艦)
- バルマー(DD-222)(クレムソン級駆逐艦)
- (DD-224)(クレムソン級駆逐艦)
- ポープ(DD-225)(クレムソン級駆逐艦)
- ピアリー(DD-226)(クレムソン級駆逐艦)
- ピルスバリー(DD-227)(クレムソン級駆逐艦)
- ジョン・D・フォード(DD-228)(クレムソン級駆逐艦)
- ポール・ジョーンズ(DD-230)(クレムソン級駆逐艦)
- アッシュビル(PG-21)(アッシュビル級砲艦)
- タルサ(PG-22)(アッシュビル級砲艦)
- ホランド(AS-3)(潜水母艦)
- カノープス(AS-9)(潜水母艦)
- オタス(AS-20)(潜水母艦)
- ラングレー(CV-1)
- チャイルズ(AVD-1)(駆逐艦改造水上機母艦)(元クレムソン級駆逐艦)
- ヘロン(AVP-2)(小型水上機母艦)(元ラップウィング級掃海艇)
- ラニカイ(スクーナー)
- ペコス(AO-6)(カナワ級艦隊給油艦)

### イギリス
- プリンス・オブ・ウェールズ(キング・ジョージ5世級戦艦)
- レパルス(レナウン級巡洋戦艦)
- エクセター(ヨーク級重巡洋艦)
- ダナイー(ダナイー級軽巡洋艦)
- ドラゴン(ダナイー級軽巡洋艦)
- ダーバン(デリー級軽巡洋艦)
- エメラルド(エメラルド級軽巡洋艦)
- エクスプレス(E級駆逐艦)
- エンカウンター(E級駆逐艦)
- エクスプレス(E級駆逐艦)
- アイシス(I級駆逐艦)
- ジュピター(J級駆逐艦)
- スカウト(S級駆逐艦)
- ストロングホールド(S級駆逐艦)
- テネドス(S級駆逐艦)
- サネット(S級駆逐艦)

### オランダ
- ジャワ(ジャワ級軽巡洋艦)
- デ・ロイテル(軽巡洋艦)
- トロンプ(トロンプ級軽巡洋艦)
- デ・ゼーヴェン・プロヴィンシェン(海防戦艦)
- ヴァン・ゲント(ピート・ハイン級駆逐艦)
- エヴェルトセン(ピート・ハイン級駆逐艦)
- コルテノール(ピート・ハイン級駆逐艦)
- ピート・ハイン(ピート・ハイン級駆逐艦)
- ヴィッテ・デ・ヴィット(ヴァン・ガレン級駆逐艦)
- バンケルト(ヴァン・ガレン級駆逐艦)
- ヴァン・ネス(ヴァン・ガレン級駆逐艦)

### オーストラリア
- アデレード(バーミンガム級軽巡洋艦)
- パース(パース級軽巡洋艦)
- ホバート(パース級軽巡洋艦)
- ヴァンパイア(アドミラルティV級駆逐艦)
- ヴェンデッタ(アドミラルティV級駆逐艦)